# Selena
Selena Quintanilla-Pérez (tiếng Tây Ban Nha: [seˈlena kintaˈniʝa ˈpeɾes] hoặc [seˈlena kintaˈniʎa ˈpeɾeθ]; (16 tháng 4 năm 1971 – 31 tháng 3 năm 1995), thường được biết đến với nghệ danh Selena, là một ca sĩ, người viết lời bài hát, người phát ngôn, người mẫu, diễn viên và nhà thiết kế thời trang người Mỹ. Được mệnh danh là "Nữ hoàng nhạc Tejano", những đóng góp của cô đối với ngành công nghiệp âm nhạc và thời trang đã giúp cô trở thành một trong những nghệ sĩ Mỹ gốc México nổi tiếng nhất vào cuối thế kỷ 20. Tạp chí Billboard gọi cô là "Nghệ sĩ Latinh hàng đầu của thập niên 90" và là "Nghệ sĩ Latinh nổi bật nhất thập kỷ". Nhiều phương tiện truyền thông còn gọi cô là "Madonna của dòng nhạc Tejano" bởi phong cách thời trang của cô. Cô cũng được xếp hạng là một trong những nghệ sĩ Latin có ảnh hưởng nhất mọi thời đại và được đánh giá là người có công trong việc phổ biến nhạc Tejano vào thị trường âm nhạc đại chúng.
Là con út của gia đình Quintanilla, cô xuất hiện lần đầu tiên trên sân khấu âm nhạc vào năm 1980 với vai trò là thành viên của ban nhạc Selena y Los Dinos, bao gồm những anh chị của cô là A.B. Quintanilla và Suzette Quintanilla. Selena bắt đầu thu âm chuyên nghiệp vào năm 1982. Trong những năm 1980, cô thường bị chỉ trích và từ chối tại các địa điểm trên khắp Texas để biểu diễn nhạc Tejano - một thể loại nhạc đang được thống trị bởi nam giới lúc bấy giờ. Tuy nhiên, sự nổi tiếng của cô bắt đầu gia tăng sau khi cô chiến thắng Giải thưởng âm nhạc Tejano cho Giọng ca nữ của năm vào năm 1987, và tiếp tục thắng giải này trong 9 năm liên tiếp. Selena ký hợp đồng với EMI Latin vào năm 1989 và phát hành album đầu tay mang chính tên cô trong cùng năm, trong đó anh trai cô trở thành nhạc sĩ chính của cô.
Năm 1992, Selena phát hành album Entre a Mi Mundo, và đạt vị trí quán quân trên bảng xếp hạng ở Mexico trong 24 tuần liên tiếp. Bên cạnh thành công thương mại, nó cũng được các nhà phê bình âm nhạc đánh giá như là bước đột phá trong sự nghiệp âm nhạc của cô. Một trong những đĩa đơn của album, "Como La Flor", đã trở thành một trong những bài hát nổi tiếng nhất của cô. Live! (1993) đã giành một giải Grammy cho Album Mexican/Mexican-American xuất sắc nhất vào năm 1994, trở thành bản ghi âm đầu tiên của một nghệ sĩ Tejano làm được điều này. Năm 1994, Selena phát hành Amor Prohibido, trở thành một trong những album Latinh bán chạy nhất tại Hoa Kỳ. Nó nhận được những phản ứng tích cực từ các nhà phê bình âm nhạc, và đánh dấu kỷ nguyên thương mại đầu tiên của Tejano khi nó trở thành một trong những thể loại âm nhạc Latinh phổ biến nhất vào thời đó. Sau đó, Selena bắt đầu thu âm những bài hát tiếng Anh cho album đột phá của cô.
Bên cạnh âm nhạc, Selena đã có những hoạt động tích cực trong cộng đồng của cô và giành nhiều thời gian với mục đích công dân. Coca-Cola còn bổ nhiệm cô làm người phát ngôn ở Texas. Ngày 31 tháng 3 năm 1995, Selena đã bị sát hại bởi Yolanda Saldívar, một người bạn và là cựu nhân viên của Cửa hàng Selena Etc. của cô. Saldívar bị cảnh sát giam giữ trong khi đang cố gắng chạy trốn, và đe doạ tự sát, nhưng đã được thuyết phục để tự thú và bị kết án tù 30 năm. Saldívar hiện đang bị giam tại Mountain View Unit ở Gatesville, Texas. Hai tuần sau, George W. Bush—thống đốc bang Texas lúc bấy giờ—đã tuyên bố chọn ngày sinh nhật cô làm "ngày Selena" tại Texas. Album đột phá được phát hành sau khi cô qua đời, Dreaming of You (1995), ra mắt ở vị trí số một trên bảng xếp hạng Billboard 200, giúp Selena trở thành nghệ sĩ Latinh đầu tiên đạt được thành tích này. Năm 1997, Warner Bros ra mắt Selena, một bộ phim về cuộc đời và sự nghiệp của cô, với sự tham gia của Jennifer Lopez trong vai Selena và Lupe Ontiveros trong vai Saldívar. Tính đến năm 2012, Selena đã bán được hơn 60 triệu album trên toàn thế giới.

## Thơ ấu
Selena sinh tại Lake Jackson, Texas, con út trong một gia đình là tín đồ của Nhân chứng Jehovah. Cha cô là người Mexico, Abraham Quintanilla Jr. và mẹ cô là Marcella Ofelia Samora, một phụ nữ Mỹ mang dòng máu México. Selena bắt đầu biết hát từ khi 6 tuổi; khi lên 9, cha cô thành lập nhóm nhạc Selena y Los Dinos và cô đảm trách vai trò nhóm trưởng. Ban đầu nhóm nhạc biểu diễn tại nhà hàng của gia đình Quintanilla, PappaGayo's, tuy nhiên không lâu sau nhà hàng này đã đóng cửa. Gia đình Selena rơi vào tình trạng nợ nần và bị tịch thu nhà. Mang theo nhạc cụ trên một chiếc xe buýt cũ kỹ, họ chuyển tới Corpus Christi, Texas. Ở đây, họ biểu diễn tại bất cứ nơi đâu: những góc phố, đám cưới, các lễ quinceañera (buổi lễ kỷ niệm của các cô gái tuổi 15), và hội chợ. Nỗ lực và tài năng của họ đã được đền đáp khi cô con gái 14 tuổi Selena được nhận thu âm một đĩa nhạc cho một công ty thu âm địa phương. Album này không được các cửa hàng bày bán và cha cô đã quyết định mua toàn bộ bản gốc. Nó được phát hành lại vào năm 1995 với tựa đề Mis Primeras Grabaciones.
Ở trường, Selena học khá giỏi, nhưng việc phải chu du khắp nơi để biểu diễn đã bắt đầu ảnh hưởng tới việc học hành của cô. Cha cô quyết định cho cô thôi học khi cô đang học dở lớp 8. Selena tiếp tục học trên đường biểu diễn và năm 17 tuổi, cô được nhận bằng tốt nghiệp trung học từ Trường Hàm thụ Mỹ (The American School of Correspondence) tại Chicago, Illinois. Selena phát hành album thứ hai, Alpha, vào năm 1986.

## Gặt hái thành công
Tại lễ trao giải thưởng nhạc Tejano năm 1987, Selena giành được giải "Giọng ca nữ của năm" và cô tiếp tục được trao giải này trong 7 năm tiếp sau đó. Năm 1988 cô phát hành hai album, Preciosa và Dulce Amor. Năm 1989, José Behar, cựu giám đốc chi nhánh Sony Latin Music, đã ký kết hợp đồng giữa Selena với Capitol/EMI, một công ty thu âm do ông sáng lập. Ông từng nói rằng lý do ông quyết định hợp tác với Selena là vì ông cảm thấy mình đã tìm ra một Gloria Estéfan tiếp theo. Cũng trong năm đó Selena ký hợp đồng với Coca-Cola để trở thành người phát ngôn quảng cáo cho hãng này tại tiểu bang nhà Texas, và các buổi công diễn của cô thu hút hàng nghìn khán giả.
Năm 1988, Selena gặp gỡ Chris Pérez, một nghệ sĩ ghi-ta có một ban nhạc riêng. Hai năm sau, gia đình Quintanilla thuê anh để chơi trong ban nhạc của Selena và họ nhanh chóng cặp đôi với nhau. Lúc đầu cha Selena không tán thành mối quan hệ của hai người và tính chuyện sa thải Pérez khỏi ban nhạc. Thế nhưng cuối cùng ông đã chấp thuận cho mối tình này. Ngày 2 tháng 4 năm 1992, Selena và Pérez kết hôn tại hạt Nueces, Texas, và cô chính thức mang họ Pérez của chồng.
Năm 1990, Selena phát hành album tiếp theo, Ven Conmigo với những ca khúc sáng tác bởi Abraham Quintanilla, III, người anh trai và cũng là nhạc sĩ sáng tác ca khúc chính của Selena. Đây là album nhạc Tejano đầu tiên được chứng nhận đĩa vàng được thu âm bởi một nữ ca sĩ. Cũng trong khoảng thời gian này, một nữ y tá và người hâm mộ tên là Yolanda Saldívar tiếp cận cha của Selena, với ý tưởng thành lập một câu lạc bộ những người hâm mộ. Mong ước này đã trở thành hiện thực và Saldívar trở thành chủ tịch câu lạc bộ, và cô sau này cũng trở thành người quản lý những cửa hàng thời trang của Selena. Selena phát hành một album thành công khác vào năm 1992, Entre a Mi Mundo và cũng được chứng nhận đĩa vàng. Những nhạc phẩm từ album, chẳng hạn như "Como La Flor" đã giúp cô trở thành một ngôi sao. Album năm 1993 Selena Live! đã giành một giải Grammy ở hạng mục "Trình diễn nhạc Mexico-Mỹ xuất sắc nhất".
Selena phát hành album Amor Prohibido vào năm 1994. Album này lại tiếp tục nhận đề cử Grammy cho hạng mục "Album nhạc Mexico/Mexico-Mỹ xuất sắc nhất". Lúc này cô bắt đầu thiết kế thời trang và mở hai cửa hàng tên là Selena Etc., một ở Corpus Christi và một ở San Antonio. Cả hai cửa hàng đều được trang bị dịch vụ chăm sóc sắc đẹp. Tạp chí Hispanic Business tiết lộ rằng cô ca sĩ đã kiếm được hơn 5 triệu đô-la từ hai cửa hàng này. Selena cũng xuất hiện cùng với Erik Estrada trong telenovela mang tên Dos Mujeres, Un Camino.
Selena và ban nhạc tiếp tục nhận được những thành công; Premio Lo Nuestro của tạp chí Billboard đã trao tặng họ tổng cộng 6 giải thưởng danh giá trong đó có giải "Nghệ sĩ Latin xuất sắc nhất" và "Bài hát của năm" cho ca khúc "Como La Flor". Hãng Coca-Cola phát hành một loại chai đặc biệt để kỷ niệm mối quan hệ làm ăn kéo dài 5 năm giữa Selena với hãng. Cũng lúc này, bản song ca giữa cô và Barrio Boyzz, "Dondequiera Que Estes", leo lên vị trí cao nhất bảng xếp hạng Latin, nhờ đó Selena tổ chức một chuyến lưu diễn qua thành phố New York của Mỹ, Argentina, Puerto Rico và các nước Trung Mỹ. Bài song ca với ca sĩ người El Salvador Alvaro Torres, "Buenos Amigos", cũng thu được thành công.

Selena trên bìa đĩa Amor Prohibido

Mùa thu năm 1994, đĩa Amor Prohibido vừa được phát hành đã thu được thành công thương mại và có tới 4 ca khúc nhạc Latin đạt vị trí quán quân, thay thế vị trí số 1 nắm giữ bởi album Mi Tierra của Gloria Estaphan. Album này bán được 400.000 bản tại Mỹ tính đến cuối năm 1994 và 50.000 bản tại Mexico, đạt được chứng nhận vàng. Giai đoạn này, Selena phát triển kế hoạch thu âm một album tiếng Anh đầu tiên. Cô tiếp tục đi lưu diễn để quảng bá cho Amor Prohibido đồng thời bắt đầu chuẩn bị cho album này. Album tiếp theo của cô mang tên Selena Live! giành giải Grammy ở hạng mục "Album nhạc Mexico/Mexico-Mỹ xuất sắc nhất" tại lễ trao giải Grammy lần thứ 36.
Năm 1995 Selena xuất hiện với vai diễn nhỏ là một ca sĩ nhạc mariachi trong cảnh đầu tiên của bộ phim hài kịch tình cảm Don Juan DeMarco, với sự tham gia diễn xuất của các ngôi sao Marlon Brando, Johnny Depp và Faye Dunaway. Cũng trong năm này, vào tháng 2, Selena tổ chức một buổi hòa nhạc ở Houston Livestock Show và Rodeo tại Nhà thi đấu Houston, thu hút trên 65.000 người hâm mộ, nhiều hơn cả những ngôi sao nhạc đồng quê như George Strait, Vince Gill hay Reba McEntire. Mặc dù có lịch làm việc dày đặc nhưng Selena vẫn sắp xếp thời gian đi thăm các ngôi trường địa phương để nói chuyện với học sinh về tầm quan trọng của giáo dục. Cô cũng dành thời gian cho các tổ chức dân sự như D.A.R.E. và tổ chức một buổi hòa nhạc gây quỹ cho các bệnh nhân AIDS. Những việc làm mang tính cộng đồng này của cô ca sĩ đã chiếm được cảm tình và sự trung thành từ những người hâm mộ. Selena dự định phát hành album tiếng Anh đầu tiên trong sự nghiệp của mình vào mùa hè năm 1995 nhưng lo ngại rằng người hâm mộ nghĩ rằng cô đang quay lưng lại với họ, Selena vẫn tiếp tục thu âm một album nhạc Tejano tiếp theo. Cô cũng lên kế hoạch mở thêm hai cửa hàng thời trang trong đó có một cửa hàng ở Monterrey, Mexico.

## Qua đời

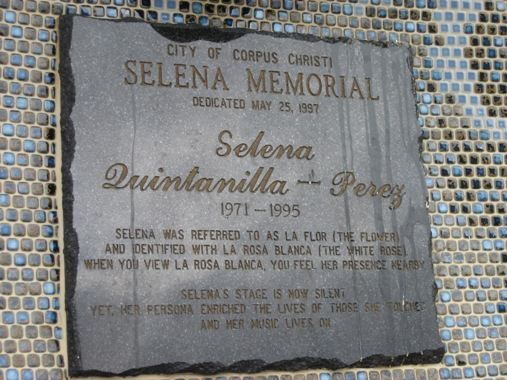
Bia tưởng niệm Selena tại tiểu bang nhà Texas.

Đầu năm 1995, gia đình Quintanillas phát hiện Yolanda Saldívar, chủ tịch câu lạc bộ người hâm mộ Selena và quản lý các cửa hàng của cô, đang có những hành động biển thủ tiền của câu lạc bộ và quyết định sa thải. Không lâu sau vụ việc này, Selena đồng ý gặp riêng Saldívar tại khách sạn Days Inn ở hạt Corpus Christi vào buổi sáng ngày 31 tháng 3 năm 1995 để nhận lại giấy tờ về thuế. Tại khách sạn, Selena yêu cầu xuất trình các giấy tờ tài chính bị thất lạc nhưng Saldívar tìm cách trì hoãn việc bàn giao với lý do cô này đã bị cưỡng hiếp tại Mexico. Selena lái xe đưa Saldívar tới bệnh viện địa phương để kiểm chứng nhưng các bác sĩ không tìm thấy dấu hiệu nào cho thấy điều này. Saldívar trở về khách sạn và một lần nữa Selena yêu cầu giấy tờ tài chính thất lạc.
Selena nói với Saldívar rằng cô này không còn đáng tin tưởng được nữa. Vào lúc 11:48 sáng, Saldívar rút một khẩu súng lục từ trong túi xách và nhắm vào Selena. Khi cô ca sĩ hoảng sợ và chạy khỏi phòng, Saldívar đã bắn một phát đạn vào phía dưới bả vai phải của Selena, làm đứt động mạch dưới đòn và gây mất máu nghiêm trọng. Với tất cả sức lực, Selena cố chạy ra quầy tiếp tân để kêu cứu và để lại một vệt máu dài 119 mét dọc đường đi. Saldívar đuổi theo và gọi Selena là "bitch". Trong khi nhân viên khách sạn gọi 911, cô đã ngã gục xuống sàn. Trước khi ngã gục, Selena đã nói Saldívar chính là hung thủ và đọc số phòng nơi cô bị bắn. Ngay lúc đó, Saldívar lên chiếc xe bán tải của mình và chạy trốn.  Trong khi chạy trốn, một xe tuần tra cảnh sát phản ứng đã phát hiện được Saldívar. Sau gần chín tiếng rưỡi giằng co với cảnh sát và FBI, Saldívar đã chấp nhận ra đầu thú. Vào thời điểm đó, hàng trăm người hâm mộ đã tụ tập tại hiện trường vụ án. Nhiều người đã khóc khi thấy cảnh sát đưa Saldívar đi.
Sau khi xe cấp cứu và cảnh sát tới hiện trường, Selena được chở tới Bệnh viện Corpus Christi Memorial lúc 12 giờ trưa (CST). Sau khi khám thấy đồng tử của cô giãn ra và cố định, không tìm thấy bằng chứng về chức năng thần kinh, cũng không có dấu hiệu sinh tồn nào, bệnh viện đã tuyên bố rằng cô đã bị chết não lâm sàng. Cô qua đời do mất máu và ngừng tim vào lúc 1:05 chiều, khi mới chỉ 23 tuổi.

## Sau khi chết
Cái chết bất ngờ của Selena đã khiến cộng đồng người Mỹ gốc Latinh cũng như phi Latinh trên khắp nước Mỹ và nước ngoài rất bàng hoàng và thương tiếc. Nhiều hệ thống truyền hình đã hủy bỏ những chương trình thường nhật của họ để đưa tin về cô; Tom Brokaw đã gọi Selena là "Madonna của México". Nhiều buổi lễ vọng và tưởng niệm được tổ chức và các đài phát thanh ở Texas liên tục phát sóng các bài hát của cô. Hơn 60.000 người đã tham dự đám tang của Selena, nhiều trong số này đến từ ngoài nước Mỹ. Một trong số những ngôi sao khi được thông báo đã ngay lập tức gọi điện cho gia đình Quintanilla để nói lời chia buồn là Gloria Estefan, Julio Iglesias và Madonna. Tạp chí People đã cho ấn hành một số đặc biệt để vinh danh cuộc đời và sự nghiệp âm nhạc của Selena với tựa Selena 1971–1995, Her Life in Pictures. Một vài ngày sau đó, Howard Stern, một người dẫn chương trình phát thanh, đã nhạo báng vụ ám sát và việc chôn cất Selena cũng như chế giễu những người tham dự đám tang và chỉ trích âm nhạc của Selena. Stern nói rằng, "Thứ âm nhạc này chẳng có nghĩa lý gì đối với tôi. Ban nhạc Alvin and the Chipmunks còn có nhiều chất soul hơn... Người Tây Ban Nha đúng là có thị hiếu âm nhạc tồi tệ nhất. Họ không có chiều sâu". Phát ngôn của Stern đã gây xúc phạm và chọc giận cộng đồng Mỹ Latin trên toàn Texas. Sau một lệnh bắt giữ vì tội có hành vi gây rối ("disorderly conduct") được ban bố, Stern đã chính thức đưa ra lời xin lỗi bằng tiếng Tây Ban Nha trên sóng phát thanh. Hai tuần sau cái chết của Selena, ngày 12 tháng 4, George W. Bush, lúc đó là Thống đốc bang Texas đã chọn ngày sinh nhật 16 tháng 4 làm "ngày Selena" tại tiểu bang nhà.
Mùa hè năm đó, album Dreaming of You, một tuyển tập gồm các ca khúc tiếng Tây Ban Nha và bài hát mới bằng tiếng Anh của Selena đạt vị trí quán quân ở bảng xếp hạng Billboard 200 của Mỹ ngay trong tuần đầu tiên, đưa cô trở thành người Mỹ gốc Latin đầu tiên nhận được thành tích này. Đây là album có doanh số cao trong tuần đầu cao thứ hai chỉ sau album HIStory của Michael Jackson. Ngày đầu tiên phát hành, album bán được 175.000 bản, một kỷ lục cho nữ ca sĩ nhạc pop, và bán được 2 triệu đĩa trong năm đầu tiên. Những ca khúc như "I Could Fall in Love" và "Dreaming of You" đã được phát rộng rãi trên các đài phát thanh tiếng Anh chính thống, giúp cho "Dreaming of You" đạt vị trí thứ 21 trên bảng xếp hạng Billboard Hot 100. Trong khi đó, "I Could Fall in Love" dù không leo được vào trong Hot 100 nhưng cũng đã đạt hạng 12 tại bảng xếp hạng Hot 100 Airplay và lọt vào tốp 10 bảng xếp hạng Adult Contemporary Chart. David Byrne đã tỏ lòng kính trọng với Selena trong chuyến lưu diễn cuối cùng trong sự nghiệp của mình với Tosca Strings bằng việc biểu diễn bản God's Child mà trước đây ông đã từng song ca với Selena trong album Dreaming of You của cô. Dreaming of You đã được RIAA chứng nhận 3 đĩa bạch kim (3x Platinum) nhờ bán được hơn 3 triệu đĩa tại thị trường Mỹ.
Tháng 10 năm 1995, tòa án thành phố Houston đã cáo buộc Saldívar tội giết người cấp độ một và tuyên án tù, với khả năng được đặc xá trong vòng tối đa 30 năm. Khẩu súng dùng làm hung khí giết Selena sau đã bị phá hủy và các mảnh vụn được ném xuống vịnh Corpus Christi.

## Di sản

Áp phích bộ phim Selena (1997). Nữ diễn viên Jennifer Lopez được hóa trang cho giống Selena để đóng bộ phim về cuộc đời của nữ ca sĩ.

Năm 1997, nữ diễn viên trẻ Jennifer Lopez thủ vai Selena trong bộ phim về cuộc đời của cô. Đạo diễn bởi Gregory Nava, bộ phim này nhận được phần lớn những lời nhận xét tích cực từ giới phê bình. Trên 20.000 người đã đến diễn thử để được chọn vào vai Selena. Bộ phim gây ra vài tranh cãi tại cộng đồng người Mexico-Mỹ vì họ cho rằng Lopez là người Puerto-Mỹ lại đi đóng vai một nữ ca sĩ mang dòng máu Mexico. Mặc dù Lopez trở thành một ngôi sao nhạc pop nổi danh vài năm sau đó nhưng giọng hát của Selena vẫn được lồng trong suốt các bài hát của bộ phim. Với vai diễn này, Lopez nhận được một đề cử giải Quả Cầu Vàng cho hạng mục "Nữ diễn viên xuất sắc nhất trong phim ca nhạc hoặc phim hài".
Sân vận động Reliant tại Houston đã tổ chức một buổi hòa nhạc mang tên Selena ¡VIVE! để tưởng nhớ Selena vào ngày 7 tháng 4 năm 2005, một tuần sau ngày kỷ niệm 10 năm cô qua đời. Hơn 65.000 người hâm mộ đã tới xem cùng với sự góp mặt của các ngôi sao tên tuổi như Gloria Estefan, Pepe Aguilar, Thalía, Paulina Rubio, Ana Barbara, Alejandra Guzmán, Ana Gabriel, và Fey. Các nghệ sĩ đã biểu diễn đúng với phong cách nhạc của Selena, cũng như người anh trai A.B. Quintanilla, người biểu diễn cùng với ban nhạc Kumbia Kings của mình, đằng sau là cảnh Selena hát ca khúc "Baila Esta Cumbia". Được trình chiếu trực tiếp trên kênh truyền hình Univision, Selena ¡VIVE! là buổi diễn tiếng Tây Ban Nha thu hút và có tỉ lệ người xem cao nhất trong lịch sử truyền hình Mỹ. Buổi hòa nhạc kéo dài 3 tiếng này đã giành được 35.9 điểm trên thang chấm Nielsen.
Năm 2020, Selena: The Series, loạt phim về cuộc đời của cô do Moisés Zamora làm đạo diễn, được Netflix cho ra mắt. Mùa 2, cũng là mùa cuối cùng của loạt phim, ra mắt năm 2021.

## Danh sách đĩa hát

### Đĩa phát hành lúc đầu
| Năm  | Album                    |
| ---- | ------------------------ |
| 1984 | Mis Primeras Grabaciones |
| 1985 | The New Girl in Town     |
| 1986 | Alpha                    |
| 1987 | And the Winner Is...     |
| 1988 | Preciosa                 |
| 1988 | Dulce Amor               |

### Đĩa phát hành bởi EMI Music
| Năm  | Album               | Phát hành lại |
| ---- | ------------------- | ------------- |
| 1989 | Selena              | 2001          |
| 1990 | Ven Conmigo         | 2002          |
| 1990 | Mis Primeros Éxitos | 2002          |
| 1992 | Entre a Mi Mundo    | 2002          |
| 1993 | Selena Live!        | 2002          |
| 1994 | Amor Prohibido      | 2002          |

### Phát hành sau khi mất
| Năm  | Album                         |
| ---- | ----------------------------- |
| 1995 | Dreaming of You               |
| 1996 | Siempre Selena                |
| 1999 | All My Hits Vol.1             |
| 2002 | Ones (CD/DVD)                 |
| 2003 | Greatest Hits (CD/DVD)        |
| 2004 | Momentos Intimos              |
| 2005 | Selena ¡VIVE!                 |
| 2010 | La Leyenda                    |
| 2020 | Selena: The Series Soundtrack |

### A-C
- Arrarás, María Celeste (1997). Selena's Secret: The Revealing Story Behind Her Tragic Death. Simon and Schuster. ISBN 978-0684831930.
- Bailey, Kay (2004). American heroines female role models in america. HarperCollins. ISBN 978-0061875359.
- Candelaria, Cordelia (2004). Encyclopedia of Latino Popular Culture, Volume 1. Greenwood Publishing Group. ISBN 978-0313332104.
- Caulfield, Carlota (2007). A Companion to US Latino Literatures. Boydell & Brewer Ltd. ISBN 978-1855661394. Đã bỏ qua tham số không rõ |url-access= (trợ giúp)
- Clark, Walter Aaron (2013). From Tejano to Tango: Essays on Latin American Popular Music. Routledge. ISBN 978-1136536878.

### D-F
- Deggans, Eric (21 tháng 7 năm 1995). "Latin Diva's Legacy Lives Through Music". Asbury Park Press. Truy cập ngày 2 tháng 6 năm 2017. Đã bỏ qua tham số không rõ |url-access= (trợ giúp)
- Diaz-Hurtado, Jessica. "The 150 Greatest Albums Made By Women". NPR. Truy cập ngày 24 tháng 7 năm 2017.
- Dunkel, Tom; Smolowe, Jill (1998). The most intriguing people of the century. New York, NY: People Books. ISBN 978-1883013141.
- Espinosa, Gastón (2009). Mexican American Religions: Spirituality, Activism, and Culture. Duke University Press. ISBN 978-0822388951.
- "The 50 Greatest Latin Albums of the Past 50 Years". Billboard. 17 tháng 9 năm 2015. Bản gốc lưu trữ ngày 4 tháng 6 năm 2016. Truy cập ngày 19 tháng 8 năm 2016. Đã bỏ qua tham số không rõ |url-status= (trợ giúp); Đã bỏ qua tham số không rõ |df= (trợ giúp)
- Foley, Neil (1997). Reflexiones 1997: New Directions in Mexican American Studies. University of Texas Press. ISBN 978-0292725065.
- Fregoso, Rosa Linda (2010). Lourdes Portillo: The Devil Never Sleeps and Other Films. University of Texas Press. ISBN 978-0292757929.

### G-J
- Garcia, Alma M. (2002). The Mexican Americans. Greenwood Publishing Group. ISBN 978-0313314995.
- Gutiérrez, José Angel (2003). Chicano Manual on How to Handle Gringos. Arte Publico Press. ISBN 978-1611920932.
- Habell-Pallán, Michelle (2002). Latino/a Popular Culture. NYU Press. ISBN 978-0814737255.
- Ilan, Stavans (2014). Latin Music: Musicians, Genres, and Themes. ABC-CLIO. ISBN 978-0313343964.
- Jasinski, Laurie E. (2012). Handbook of Texas Music. Texas A&M University Press. ISBN 978-0876112977.
- Jones, Steve (2000). Afterlife as Afterimage: Understanding Posthumous Fame. Peter Lang. ISBN 978-0820463650.
- Jones, Veda Boyd (2013). Selena (They Died Too Young). Infobase Learning. ISBN 978-1438146379.

### K-M
- Lannert, John; Bronson, Fred; Mayfield, Geoff (15 tháng 4 năm 1995). "Selena's Tragedy Echoed in Charts". Billboard 107 (15): 72, 80, 82. Truy cập ngày 19 tháng 8 năm 2016.
- Malone, Bill C. (2003). Southern Music/American Music. University Press of Kentucky. ISBN 978-0813126357.
- McDonald, Les (2010). The Day the Music Died. Xlibris Corporation. ISBN 978-1469113562.
- Meier, Matt S. (2003). The Mexican American Experience: An Encyclopedia. Greenwood Publishing Group. ISBN 978-0313316432. Đã bỏ qua tham số không rõ |url-access= (trợ giúp)
- Miguel, Guadalupe San (2002). Tejano Proud: Tex-Mex Music in the Twentieth Century. Texas A&M University Press. ISBN 978-1585441884. Đã bỏ qua tham số không rõ |url-access= (trợ giúp)
- Mitchell, Claudia (2007). Girl Culture: An Encyclopedia. Greenwood Publishing Group. ISBN 978-0313084447.
- Moon, Tom (2008). 1,000 Recordings to Hear Before You Die: A Listener's Life List. Workman Publishing. ISBN 978-0761139638.
- Morales, Ed (2003). The Latin Beat: The Rhythms And Roots Of Latin Music From Bossa Nova To Salsa And Beyond. Da Capo Press. ISBN 978-0786730209.
- Moreno, Michael P. (2010). Term Paper Resource Guide to Latino History. ABC-CLIO. ISBN 978-0313379321.

### N-R
- Novas, Himilce (1995). Remembering Selena. Turtleback Books. ISBN 978-0613926379.
- Novas, Himilce (1995). Women and Migration in the U.S.-Mexico Borderlands: A Reader. Turtleback Books. ISBN 978-0613926379.
- Parédez, Deborah (2009). Selenidad: Selena, Latinos, and the Performance of Memory. Duke University Press. ISBN 978-0822390893.
- Patoski, Joe Nick (1996). Selena: Como La Flor. Boston: Little Brown and Company. ISBN 978-0-316-69378-3.
- Peña, Manuel (1999). Música Tejana: The Cultural Economy of Artistic Transformation. Texas A&M University Press. ISBN 978-0890968888.
- Pérez, Chris (2012). To Selena, with Love. Penguin Books. ISBN 978-1101580264.
- Pilchak, Angela M. (2005). Contemporary Musicians: Profiles of the People in Music. Cengage Gale. ISBN 978-0787680695. Đã bỏ qua tham số không rõ |url-access= (trợ giúp)
- Prampolini, Gaetano (2013). The Shade of the Saguaro / La sombra del saguaro. Essays on the Literary Cultures of the American Southwest. Firenze University Press. ISBN 978-8866553939.
- Rebolledo, Tey Diana (2005). The Chronicles of Panchita Villa and Other Guerrilleras: Essays on Chicana/Latina Literature and Criticism. University of Texas Press. ISBN 978-0292709638. Đã bỏ qua tham số không rõ |url-access= (trợ giúp)
- Roiz, Jessica Lucia (8 tháng 6 năm 2015). "Selena Quintanilla On NBC Universo: When, Where To Watch Back-To-Back 'Queen Of Tejano' Special". Latin Times. Bản gốc lưu trữ ngày 10 tháng 6 năm 2016. Truy cập ngày 19 tháng 8 năm 2016. Đã bỏ qua tham số không rõ |url-status= (trợ giúp); Đã bỏ qua tham số không rõ |df= (trợ giúp)

### S-Z
- Segura, Denise A. (2007). Remembering Selena. Duke University Press. ISBN 978-0822341185.
- Sickels, Robert C. (2013). 100 Entertainers Who Changed America: An Encyclopedia of Pop Culture Luminaries. ABC-CLIO. ISBN 978-1598848311.
- Sobek, Maria (2012). Celebrating Latino Folklore: An Encyclopedia of Cultural Traditions, Volume 1. ABC-CLIO. ISBN 978-0313343391.
- Stacy, Lee (2002). Mexico and the United States. Marshall Cavendish. ISBN 978-0761474029.
- Tatum, Charles (2013). Encyclopedia of Latino Culture: From Calaveras to Quinceaneras. ABC-CLIO. ISBN 978-1440800993.
- Tiscareño-Sato, Graciela (2011). Latinnovating: Green American Jobs and the Latinos Creating Them. Gracefully Global Group. ISBN 978-0983476009.
- Tracy, Kathleen (2008). Jennifer Lopez: A Biography. Greenwood Publishing Group. ISBN 978-0313355158.
- Vargas, Deborah (2012). Dissonant Divas in Chicana Music: The Limits of la Onda. University of Minnesota Press. ISBN 978-0816673162.